# Joe Gauci
Joe Gauci (właśc. Joe Anthony Gauci; ur. 4 lipca 2000 w Adelaide) – australijsko-maltański piłkarz, występujący na pozycji bramkarza w australijskim klubie Adelaide United FC oraz w reprezentacji Australii. Uczestnik Pucharu Azji 2023.

## Statystyki

### Klubowe
Na podstawie:
| Klub                   | Sezonów | Liga     | Liga  | Liga   | Puchar krajowy | Puchar krajowy | Kontynentalne | Kontynentalne | Suma  | Suma   |
| Klub                   | Sezonów | Liga     | Mecze | Bramki | Mecze          | Bramki         | Mecze         | Bramki        | Mecze | Bramki |
| ---------------------- | ------- | -------- | ----- | ------ | -------------- | -------------- | ------------- | ------------- | ----- | ------ |
| Central Coast Mariners | 1       | A-League | 0     | 0      | 0              | 0              | –             | –             | 0     | 0      |
| Melbourne City FC      | 2       | A-League | 0     | 0      | 0              | 0              | –             | –             | 0     | 0      |
| Adelaide United FC     | 4       | A-League | 71    | 0      | 5              | 0              | –             | –             | 76    | 0      |
|                        | Łącznie | Łącznie  | 71    | 0      | 5              | 0              | 0             | 0             | 76    | 0      |

### Reprezentacyjne
Na podstawie:
| Występy i gole w reprezentacji | Występy i gole w reprezentacji | Występy i gole w reprezentacji | Występy i gole w reprezentacji | Występy i gole w reprezentacji | Występy i gole w reprezentacji | Występy i gole w reprezentacji | Występy i gole w reprezentacji | Występy i gole w reprezentacji |
| Lp.                            | Data                           | Miasto                         | Przeciwnik                     | Wynik                          | Czas                           | Gole                           | Inne                           | Rozgrywki                      |
| ------------------------------ | ------------------------------ | ------------------------------ | ------------------------------ | ------------------------------ | ------------------------------ | ------------------------------ | ------------------------------ | ------------------------------ |
| 1.                             | 28.03.2023                     | Melbourne                      | Ekwador                        | 1:2 (1:0)                      | 1'–90'                         |                                |                                | mecz towarzyski                |

## Sukcesy
Na podstawie:

### Klubowe
Brak ważniejszych osiągnięć.